# Renault Puncher
Der Renault Puncher war ein Verteilerverkehr-LKW, der speziell als Müllwagen ausgelegt, von Renault Trucks ab 2004 gebaut wurde. Das Fahrgestell wurde in 4x2- oder 6x2-Version mit einem Renault-7,2-Liter- (206 kW) oder einem Cummins-8,3-Liter-Dieselmotor (184 kW) angeboten. Ein 4- oder 6-Stufen-Automatikgetriebe übertrug die Kraft. Der Puncher verfügte über eine tiefergelegte Fahrerkabine, wobei der Einstieg nur 420 mm über dem Boden lag. Durch beidseitig angebrachte elektrischen Schiebetüren konnten drei Personen auf luftgefederten Sitzen Platz nehmen.
Da die Motoren nicht die Euro-5-Norm erfüllten, wurde die Produktion 2009 eingestellt.
Der Nachfolger Renault Access wurde von Renault gemeinsam mit der englischen Firma Dennis Eagle auf dessen Modell Elite entwickelt. Dieses Modell ist im Gegensatz zum Puncher auch in Deutschland erhältlich.